# جون واين جسي
كان جون واين جاسي جونيور (17 مارس 1942 - 10 مايو 1994) قاتلاً أمريكياً متسلسلاً ومغتصباً. قام بالاعتداء الجنسي، وتعذيب وقتل ما لا يقل عن 33 فتاة وشاب بين عامي 1972 و1978 في مقاطعة كوك، إلينوي (جزء من شيكاغو الحضرية). ارتكب جميع جرائم القتل المعروفة في مزرعة Norwood Park. وعادة ما كان يخطف ضحاياه بالقوة أو بالخداع، وكان قد قتل جميع ضحاياه باستثناء واحد منهم بالخنق؛ حيث طعن أول ضحية له حتى الموت. ودفن 26 من ضحاياه في الفضاء الزحف من منزله. دفن ثلاثة ضحايا آخرين في مكان آخر من ممتلكاته، في حين تم التخلص من جثث آخر أربعة ضحايا معروفين لهم في نهر ديس بلينز.
بعد إدانته بـ 33 جريمة قتل، حُكم على جاسي بالإعدام في 13 مارس 1980، مقابل 12 جريمة قتل. أمضى 14 سنة في انتظار تنفيذ حكم الإعدام قبل إعدامه عن طريق الحقنة المميتة في مركز Stateville الإصلاحي في 10 مايو 1994.

أصبح غاسي معروفًا باسم «مهرج القاتل» بسبب خدماته الخيرية في فعاليات جمع التبرعات، والعروض، وحفلات الأطفال.

## سيرة
جون واين جاسي الابن ولد في شيكاغو، إلينوي في 17 مارس 1942، هو لثاني من ثلاثة أطفال والابن الوحيد المولود لجون ستانلي جاسي (20 يونيو 1900 - 25 ديسمبر 1969)، كان أجداده من أبيه قد هاجروا إلى الولايات المتحدة من بولندا (التي كانت جزءًا من ألمانيا. عندما كان طفلا، كان جسي يعاني من الوزن الزائد. كان على مقربة من شقيقته وأمه، ولكن كانت علاقته صعبة مع والده، وهو مدمن على الكحول وهو ما سبب معاناة زوجته وأطفاله من الإساءة الجسدية.
خلال طفولته، ناضل جاسي لجعل والده شديد الفخر به، ولكن نادرًا ما حصل على موافقته. كان هذا الاحتكاك ثابتًا طوال طفولته ومراهقته. كانت إحدى أقدم الذكريات لطفولة جاسي هي عندما ضربه والده بحزام جلدي في الرابعة من عمره، وذلك لقيامه بشكل غير مقصود بتفكيك مكونات محرك السيارة الذي جمعه والده. في مناسبة أخرى، ضربه والده على رأسه بعصا مكنسة، تاركا إياه في حالة لاوعي.

## روابط خارجية
- جون واين جسي على موقع IMDb (الإنجليزية)
- جون واين جسي على موقع الموسوعة البريطانية (الإنجليزية)
- جون واين جسي على موقع إن إن دي بي (الإنجليزية)
- جون واين جسي على موقع ديسكوغز (الإنجليزية)
- جون واين جسي على موقع قاعدة بيانات الفيلم (الإنجليزية)